# Tarnawa Górna (województwo podkarpackie)

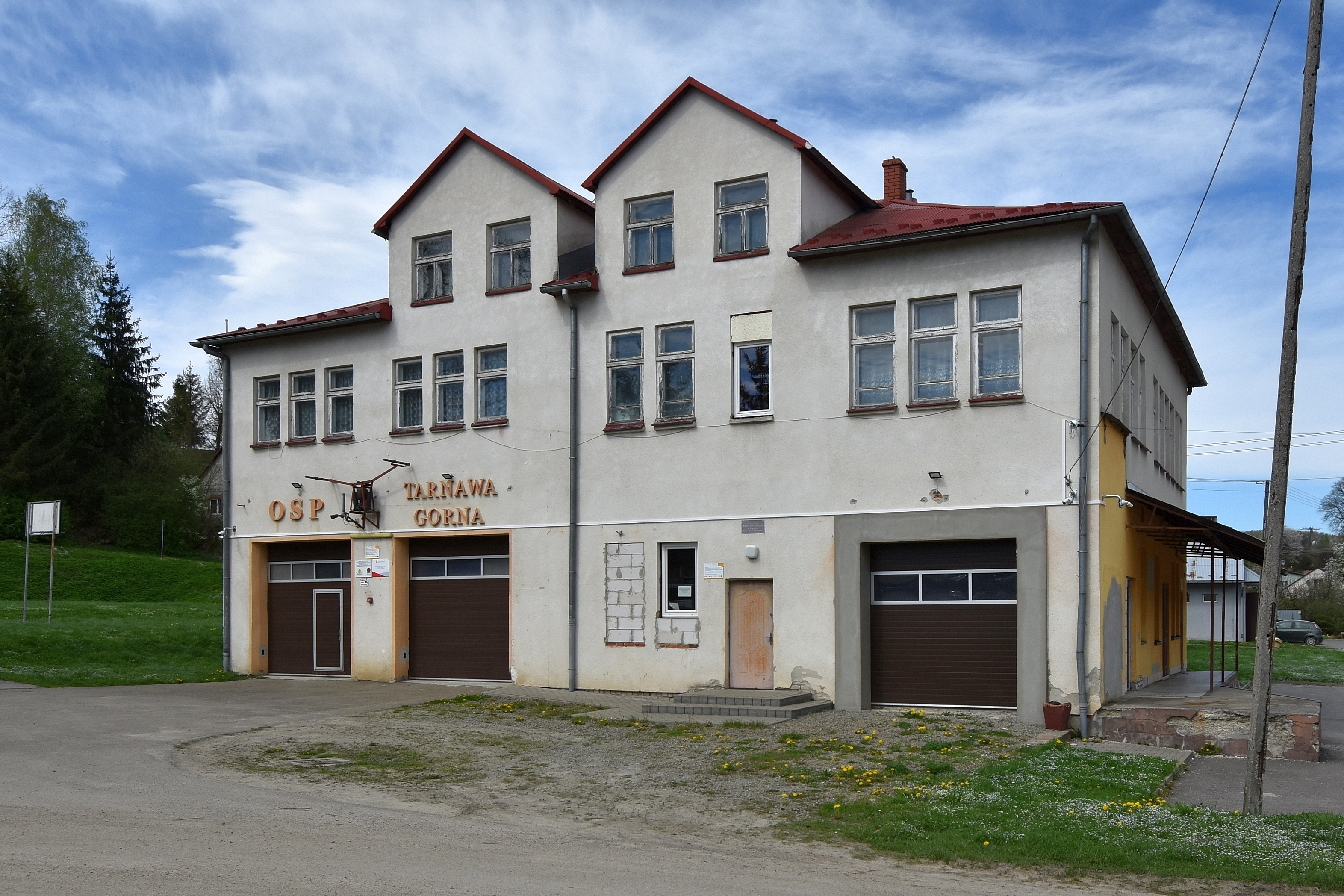
Straż pożarna

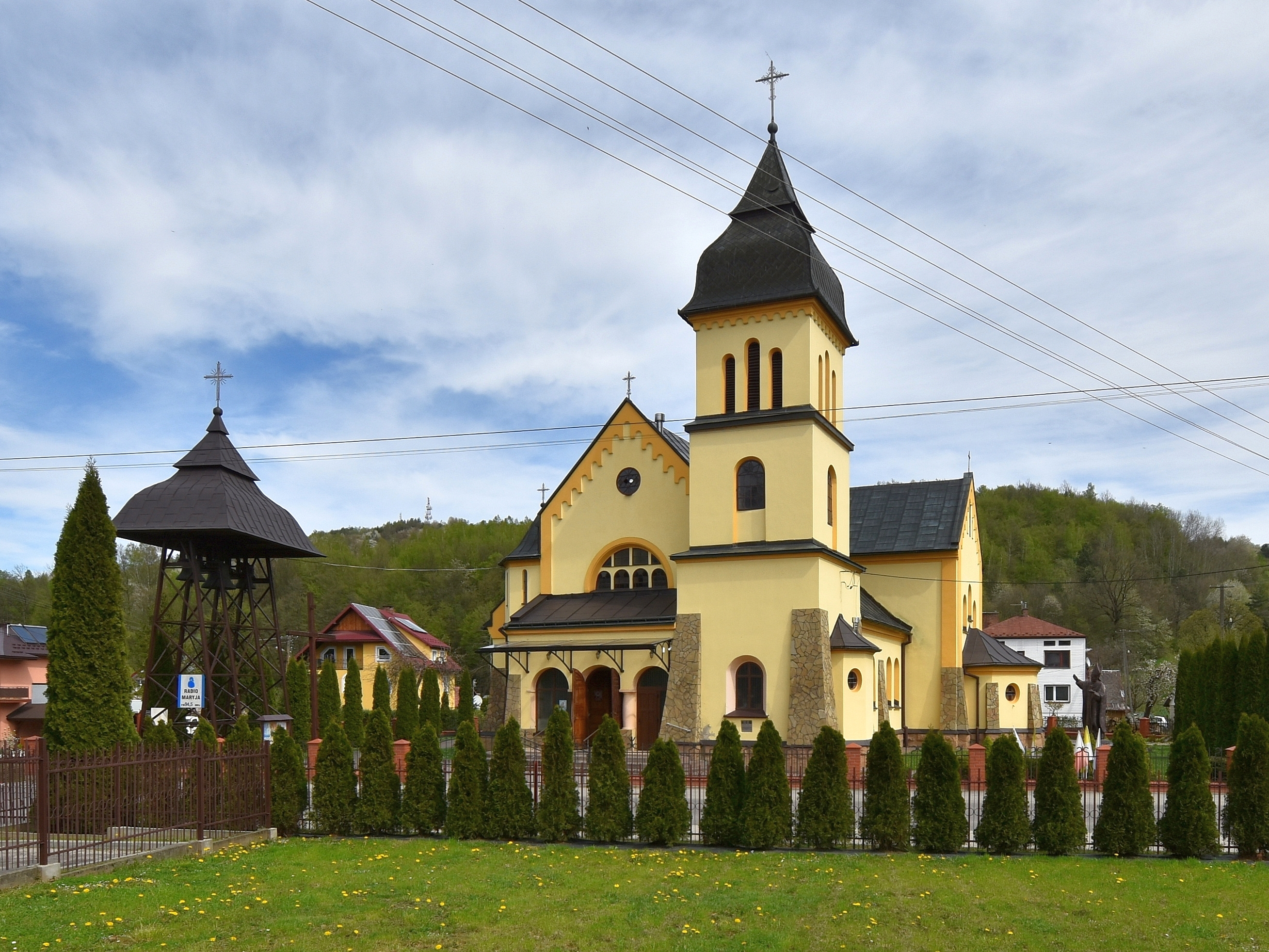
Kościół parafialny

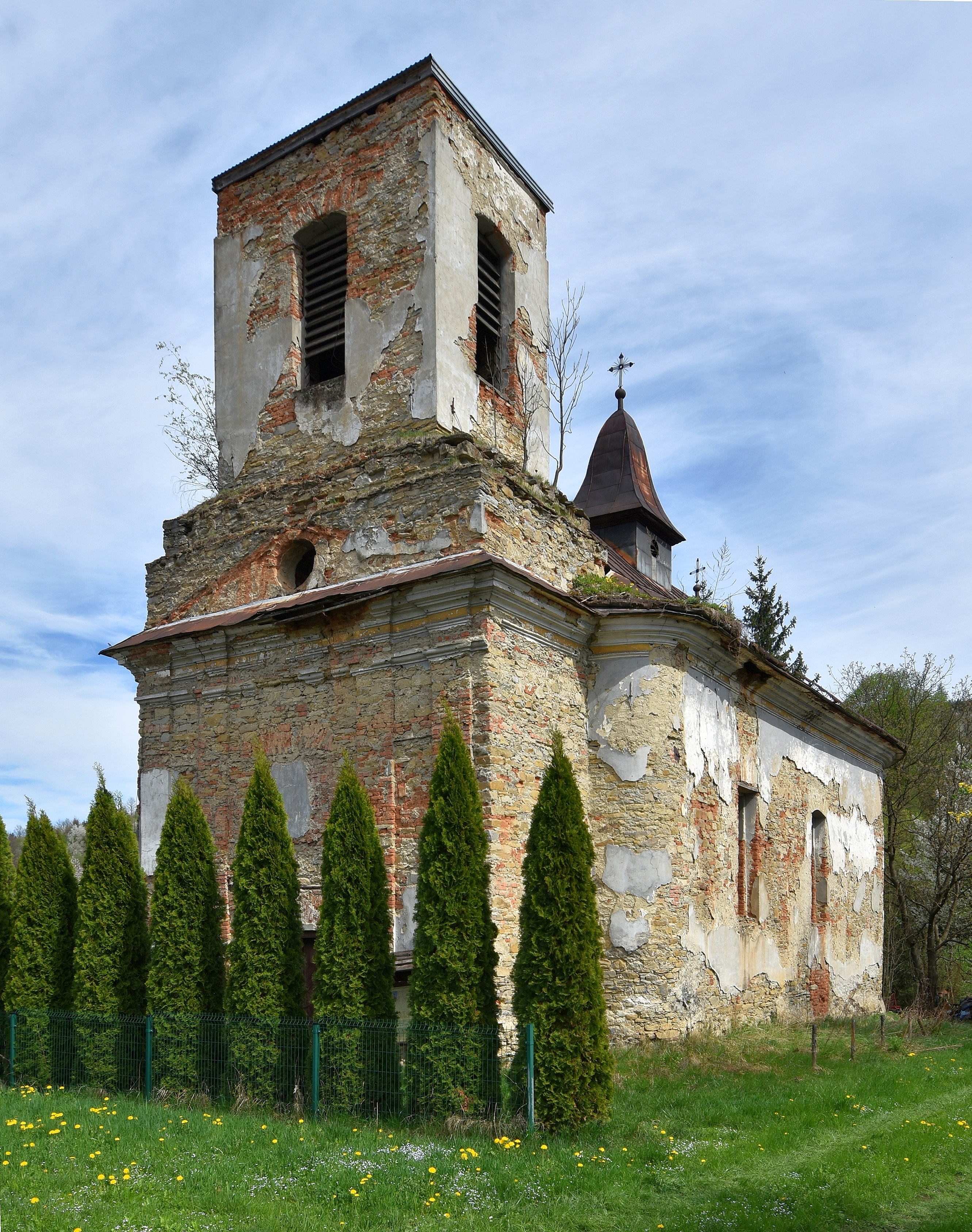
Zabytkowa cerkiew

Tarnawa Górna – wieś w Polsce położona w województwie podkarpackim, w powiecie sanockim, w gminie Zagórz. Leży nad rzeką Kalniczką.
W latach 1973–1977 miejscowość była siedzibą gminy Tarnawa Górna. W latach 1975–1998 miejscowość położona była w województwie krośnieńskim.

## Zarys historyczny
Pierwsza wzmianka o miejscowości pochodzi z 1412 roku jako własność Mikołaja z Tarnawy. Niemieckie osadnicze prawo lokalizacji uzyskała w 1446. Ziemia Tarnawska była bardzo bogata w pokłady soli, co stało się podstawą dużej fortuny Tarnawskich. Drugi właściciel wsi to Jan Tarnawski. Był on bratankiem Mikołaja. W XV wieku na skutek licznych sprzedaży, zastawów, działów itp. majątku szlacheckiego dokonał się rozwój osadnictwa na tym terenie. Przybysze przywędrowali tu głównie z południowych stoków Karpat, zwano ich Wołochami. W 1437 na terenie Tarnawy Górnej istniała karczma i młyn. W 1474, 1482, 1498, 1500, 1624 i 1672 roku na Tarnawę Górną i sąsiednie wsie najeżdżali Węgrzy i Tatarzy. Dokonali ogromnych zniszczeń. Tarnawa Górna nie dysponowała już tak dużym potencjałem ludzkim i materialnym. Dodatkowo choroby i zarazy jeszcze bardziej zmniejszyły liczbę ludności wsi. W 1483 roku, po śmierci Jana Tarnawskiego, właścicielem wsi został jego syn – Józef Tarnawski. W 1536 roku wieś liczyła 10 łanów, a w 1552 roku znajdowało się w niej 26 gospodarstw, 2 karczmy i młyn. 18 sierpnia 1558 roku kolejny właściciel wsi, Stanisław Tarnawski, wydał przywilej erekcyjny dla cerkwi w Tarnawie Górnej. W XVII wieku właścicielem wsi byli Stadniccy z Leska.
W 1772 roku Tarnawa Górna w wyniku I rozbioru Polski znalazła się w granicach Austrii. Na terenie wsi działała warzelnia soli, zlikwidowana przez Austriaków w 1801. Na przełomie XVIII i XIX wieku wydobywano i wypalano tu Wapień. W połowie XIX wieku właścicielami posiadłości tabularnej Tarnawa Dolna i Tarnawa Górna byli Piotr i Magdalena Romerowie. Pod koniec XIX wieku wieś nawiedziły liczne choroby (m.in.: cholera), zarazy i głód. Tarnawa Górna liczyła wtedy 73 domy. W 1909 roku powstała pierwsza szkoła, której miejsce zajęła w późniejszych latach szkoła w Tarnawie Dolnej. Ostatnim właścicielem Tarnawy był Władysław Podwapiński. Po II wojnie światowej doszło do parcelacji gruntów.

## Parafia
Parafia pod wezwaniem św. Wojciecha w Tarnawie Górnej została wyodrębniona 1 lipca 1908 roku z Parafii Matki Boskiej Gromnicznej w Porażu. Początkowo miała status filii, a samodzielną parafią stała się w 1928 roku. Obecnie liczy 2099 wiernych i należy do dekanatu Rzepedź. Należy do niej kościół parafialny pod wezwaniem św. Wojciecha i kościół filialny w Olchowie pod wezwaniem NPM Matki Kościoła.

## Zabytki
- Greckokatolicka cerkiew Zaśnięcia Najświętszej Maryi Panny z 1817.